# Brownsville (Texas)
Brownsville város Texas állam déli csücskén, az Egyesült Államokban. A mexikói határ mellett, Heroica Matamoros (Matamoros) városával szemközt, a Rio Grande folyó északi partján fekszik. Lakossága 182 ezer fő volt 2013-ban. 

## Népesség
| Lakosok száma | 175 023 | 183 046 | 186 738 |
|               | 2010    | 2014    | 2020    |

## Nevezetes szülöttei
- Shelbie Bruce (* 1992), színész
- Bernard L. Kowalski (1929–2007), filmrendező
- Kris Kristofferson (1936–2024), énekes
- Grace Napolitano (* 1936), politikus
- Bruce Sterling (* 1954), író
- William O. Studeman (* 1940), a Nemzetbiztonsági Ügynökség (NSA) igazgatója, majd a CIA igazgató-helyettese
- James Anthony Tamayo (* 1949), egyházi személy

## Fordítás
- Ez a szócikk részben vagy egészben  a   Brownsville, Texas című angol Wikipédia-szócikk fordításán alapul.  Az eredeti cikk szerkesztőit annak laptörténete sorolja fel. Ez a jelzés csupán a megfogalmazás eredetét és a szerzői jogokat jelzi, nem szolgál a cikkben szereplő információk forrásmegjelöléseként.